# Drozdowo (rejon wołogodzki)
Drozdowo (ros. Дроздово) – wieś w Rosji, w rejonie wołogodzkim obwodu wołogodzkiego. W 2010 r. liczyła 20 mieszkańców.